# 马里湾
马里湾（英語： /ˈmʌri-/）是北海的三角型河口灣，位於蘇格蘭北部高地議會區之因弗內斯北方與東方。它是蘇格蘭最大的河口灣，北自鄧肯斯比黑德（Duncansby Head），接近約翰格羅茨（John o'Groats），東至阿伯丁郡議會區的弗雷澤堡，西抵因弗內斯和博利河口灣，海岸線超過800公里（約500英里），大部分是懸崖。

## 地名來源
海灣名字來自十世紀的马里王國（Kingdom of Moray），可是該王國的名稱又被認為是來自於這片海域。當地名稱Murar或Morar顯示地名可能源自蓋爾語的海（Muir）  ，而Murav和Morav據信源自凱爾特語， Mur（海）和Tav（側面），濃縮為Mur'av，指稱海邊。 

## 地理
有許多河流流入马里湾，包括尼斯河、芬德霍恩河和斯佩河，還有其他較小的河口灣與海灣與马里湾相連，包括克羅默蒂河口灣和多諾河口灣。彭特蘭海峽（Pentland Firth）的東口位於马里湾的北界。 
马里湾實際上是兩個河口灣。内马里湾（57°33′N 04°09′W / 57.550°N 4.150°W ）傳統上被稱為因弗內斯灣（因弗內斯灣），而外马里湾則是更開放的北海水域。「因弗內斯灣」一名在現代地圖上很少見，其範圍西起博利河口灣（Beauly Firth），東至沙農里角（Chanonry Point）。 

自芬德霍恩觀景：小山跨過了內马里湾的終點塔巴特内斯。背後的山位於多诺奇湾 （ Dornoch Firth）之後。

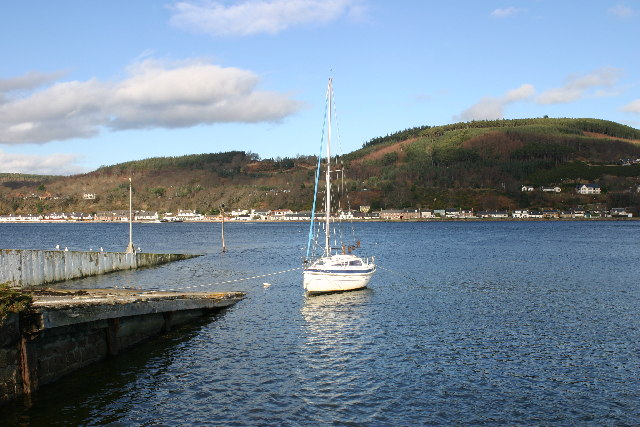
马里湾和博利灣之間的海峽

## 地質學
马里湾的形成與赫爾姆斯代爾斷層有關。今日之马里湾在冰河期是巨大的冰川。然而，內灣及旁入口克羅默蒂河口灣和多諾河口灣本身就是真正的峽灣 。儘管有潮汐（平均潮汐範圍約為三米（十英尺）），但流入海灣的河流只有部份有河口生態 。鄰近山脈的大量物質在幾個河口附近沉積，尼斯河和卡隆河大大縮小了它們進入的峽灣。      

## 保育與經濟
马里湾是英國海岸是英國海岸觀察海豚和鯨魚最重要的地方之一。最常見的物種是瓶鼻海豚和港灣鼠海豚 。偶爾可見普通海豚和小鬚鯨。位於香儂里角（Chanonry Point）的野生動物觀賞區展覽內马里湾的海豚。鯨魚和海豚保護協會於斯佩灣和北凱斯考克也有遊客中心。經常可以看到海豚與野生動物的喬治堡角（Fort George Point）的老碼頭有海豚研究中心，海洋生物學家泰勒（Greame Taylor）兼職研究海豚的狩獵和繁殖習慣，並與社區委員會合作提供遊覽和教導海豚的方法。 
马里湾也是重要的油田與漁場。位於外马里湾的比阿特麗斯油田是北海油田中最近的，也是比阿特麗斯風電場的所在地。漁業的重點是扇貝和挪威龍蝦。
內马里湾被指定為野生生物的特別保護區。马里湾內根據歐盟居地指令（EU Habitats Directive）指定的特別保護區，是歐洲最大的海洋保護區之一 ，範圍為南岸的Lossiemouth與北岸的Helmsdale之間連線的西側水域。

## 地圖參考點
|                                 | 經緯度                                       | 座標格參考點 |
| ------------------------------- | -------------------------------------------- | ------------ |
| 鄧肯斯比黑德 （Duncansby Head） | 58°38′40″N 03°01′28″W / 58.64444°N 3.02444°W | ND405733     |
| 沙農里角（Chanonry Point）      | 57°34′29″N 04°05′22″W / 57.57472°N 4.08944°W | NH750557     |
| 因弗内斯 （ 凱索克大橋 ）       | 57°29′58″N 04°13′43″W / 57.49944°N 4.22861°W | NH664476     |
| 弗雷澤堡 （Kinnaird Head）      | 57°41′56″N 02°00′03″W / 57.69889°N 2.00083°W | NJ999676     |